# Шахбаз, Хамза
Хамза Шахбаз (англ. Hamza Shahbaz; род. 6 сентября 1974, Лахор) — пакистанский государственный и политический деятель. Действующий главный министр Пенджаба с 30 апреля 2022 года, его присягу принял спикер Национальной ассамблеи Пакистана Раджа Первез Ашраф. С августа 2018 года являлся членом Ассамблеи провинции Пенджаб, а до этого был членом Национальной ассамблеи Пакистана с июня 2008 по май 2018 года.

## Ранний период и личная жизнь
Родился 6 сентября 1974 года в семье Шахбаза Шарифа. Является бизнесменом и известен как «Король домашней птицы Пенджаба». Руководил семейным бизнесом, когда его семья находилась в изгнании.
У него предположительно три жены, одна из которых — Аиша Ахад Малик, которая утверждала, что вышла замуж за него в 2010 году. Однако, Хамза отрицал свой брак с Аишей. В 2012 году женился на Рабии Хамзе.
В 2014 году издание Dawn сообщило, что Хамза Шахбаз богаче своего отца, имея чистые активы на сумму 250,46 млн рупий. В отчете отмечается, что активы Хамзы увеличились с 583 191 рупий, заявленных в 2008 году, до 211 080 295 рупий в 2011 году.
В 2018 году указал данные двух своих жен в документах о выдвижении кандидатуры на выборах: Мехруниссу Хамзу и Рабиа Хамзу.
По состоянию на 2018 год объявленная стоимость активов Хамзы Шахбаза составляла 411 миллионов рупий.

## Обвинения в коррупции
Был арестован 11 июня 2019 года Национальным бюро отчетности по обвинению в коррупции. Арест был осуществлен на основании предполагаемого отмывания денег и удержания активов сверх средств.
В ходе другого расследования Федеральное агентство расследований выявило 28 счетов, через которые, как сообщается, осуществлялось отмывание денег в размере рупий. Через семнадцать тысяч кредитных операций было проведено 16,3 млрд рупий. Федеральное агентство расследований утверждало, что для совершения этих транзакций использовались одиннадцать низкооплачиваемых сотрудников компании Шарифа. Хамзе Шахбазу и его отцу должны были быть предъявлены обвинения 10 февраля 2022 года. Однако, вынесение обвинительного заключения было отложено 18 февраля 2022 года Специальным центральным судом Лахора.
В деле о сахарном скандале Федеральное агентство расследований утверждало, что отмывание денег в размере 25 миллиардов рупий было сделано  сотрудниками Ramzan и AI-Arabia Sugar Mills с использованием поддельных аккаунтов. Однако, Хамза Шахбаз отверг эти утверждения и назвал это коммерческой сделкой. Затем освобождён под залог до ареста за мошенничество с сахаром 28 января 2022 года, впоследствии был освобождён под залог 24 февраля 2022 года Высоким судом Лахора.